# Mateus dos Santos Castro
Mateus dos Santos Castro (11 de septiembre de 1994) es un futbolista brasileño que juega como centrocampista en el Nagoya Grampus de la J1 League.
Jugó para clubes como el Bahia y Omiya Ardija.

## Trayectoria

### Clubes
| Club                         | País           | Año       |
| ---------------------------- | -------------- | --------- |
| E. C. Bahia                  | Brasil         | 2014-2016 |
| Omiya Ardija (cedido)        | Japón          | 2014      |
| Omiya Ardija (cedido)        | Japón          | 2015-2016 |
| Omiya Ardija                 | Japón          | 2017-2018 |
| Nagoya Grampus               | Japón          | 2019-2023 |
| Yokohama F. Marinos (cedido) | Japón          | 2019      |
| Al-Taawoun F. C.             | Arabia Saudita | 2023-2025 |
| Nagoya Grampus               | Japón          | 2025-     |

## Palmarés

### Títulos nacionales
| Título         | Club                | País  | Año  |
| -------------- | ------------------- | ----- | ---- |
| J1 League      | Yokohama F. Marinos | Japón | 2019 |
| Copa J. League | Nagoya Grampus      | Japón | 2021 |